# BelKA
Il BelKA (acronimo bielorusso di Беларускі Касмічны Апарат, Belaruski Kasmičny Aparat, ovvero "Apparato cosmico bielorusso") doveva essere il primo satellite della Bielorussia indipendente.
Era un satellite per il monitoraggio remoto ed aveva la capacità di fare foto della superficie terrestre con una risoluzione massima di 2-2,5 metri.
BelKA è stato lanciato dal cosmodromo di Bajkonur assieme ad altri diciassette satelliti (11 statunitensi, 2 italiani, uno russo, uno sudcoreano, uno norvegese ed uno giapponese) il 26 luglio 2006 alle 21.45 (ora dell'Europa centrale), ma dopo 86 secondi il vettore Dnepr ha avuto un problema al motore che ha portato alla distruzione del razzo stesso e quindi anche dei satelliti.
Il nome BelKA è anche un'allusione alla cagnetta Belka che, assieme a Strelka, ha orbitato attorno alla Terra ed è ritornata viva sul satellite Sputnik 5 nel 1960.